# 636 هـ
636 هـ هي سنة في التقويم الهجري امتدت مقابلةً في التقويم الميلادي بين سنتي 1238 و1239.

## مواليد
- رضي الدين الطبري

## وفيات
- أبو الفضل الهمداني
- جمال الدين الحصيري

- زكي الدين البرزالي